# 哈里森 (蒙大拿州)
哈里森（英語：Harrison）是位於美國蒙大拿州麥迪遜縣的普查規定居民點。

## 歷史
哈里森的郵局於1870年設立，1889年關閉後又於1905年重啟，營運至今。

## 人口
根據2020年美國人口普查的數據，哈里森的面積為0.45平方千米，皆為陸地。當地共有人口105人，而人口密度為每平方千米233.33人。